# Silvia Bertagna
Silvia Bertagna (ur. 30 listopada 1986 w Bressanone) – włoska narciarka dowolna, specjalizująca się w Slopestyle'u oraz big airze. W 2014 roku wystąpiła na igrzyskach olimpijskich w Soczi, gdzie zajęła ósme miejsce w slopestyle'u. Na rozgrywanych rok później mistrzostwach świata w Kreischbergu była piąta w tej samej konkurencji. Najlepsze wyniki w Pucharze Świata osiągnęła w sezonie 2016/2017, kiedy to zajęła ósme miejsce w klasyfikacji generalnej, a klasyfikacji big air była druga. Ponadto w sezonie 2013/2014 była czwarta w klasyfikacji slopestyle'u, w sezonie 2017/2018 wywalczyła Małą Kryształową Kulę za zwycięstwo w klasyfikacji Big Air. W 2019 roku na mistrzostwach świata w Park City zajęła 5. miejsce w big airze. Zajęła także 10. miejsce w slopestyle'u i 25. miejsce w big airze.

## Osiągnięcia

### Igrzyska olimpijskie
| Miejsce | Dzień     | Rok  | Miejscowość | Konkurencja | Zwyciężczyni     |
| ------- | --------- | ---- | ----------- | ----------- | ---------------- |
| 8.      | 11 lutego | 2014 | Soczi       | Slopestyle  | Dara Howell      |
| 25.     | 8 lutego  | 2022 | Pekin       | Big Air     | Eileen Gu        |
| 10.     | 15 lutego | 2022 | Pekin       | Slopestyle  | Mathilde Gremaud |

### Mistrzostwa świata
| Miejsce | Dzień       | Rok  | Miejscowość   | Konkurencja | Zwyciężczyni        |
| ------- | ----------- | ---- | ------------- | ----------- | ------------------- |
| 5.      | 21 stycznia | 2015 | Kreischberg   | Slopestyle  | Lisa Zimmermann     |
| DNS     | 8 marca     | 2017 | Sierra Nevada | Slopestyle  | Tess Ledeux         |
| 5.      | 2 lutego    | 2019 | Park City     | Big Air     | Tess Ledeux         |
| 16.     | 13 marca    | 2021 | Aspen         | Slopestyle  | Eileen Gu           |
| 7.      | 16 marca    | 2021 | Aspen         | Big Air     | Anastasija Tatalina |

### Puchar Świata

#### Miejsca w klasyfikacji generalnej
- sezon 2012/2013: 160.
- sezon 2013/2014: 29.
- sezon 2014/2015: 79.
- sezon 2015/2016: 41.
- sezon 2016/2017: 8.
- sezon 2017/2018: 32.
- sezon 2018/2019: 27.
- sezon 2019/2020: 59.

Od sezonu 2020/2021 klasyfikacja generalna została zastąpiona przez klasyfikację Park & Pipe (OPP), łączącą slopestyle, halfpipe oraz big air.
- sezon 2020/2021: 14.
- sezon 2021/2022: 41.

#### Miejsca na podium zawodach
1. Gstaad – 18 stycznia 2014 (slopestyle) – 3. miejsc
2. Cardrona – 28 sierpnia 2015 (slopestyle) – 2. miejsce
3. Mönchengladbach – 2 grudnia 2016 (slopestyle) – 1. miejsce
4. Voss – 24 marca 2017 (big air) – 2. miejsce
5. Voss – 25 marca 2017 (big air) – 2. miejsce
6. Québec – 24 marca 2018 (Big Air) – 2. miejsce
7. Silvaplana – 30 marca 2019 (slopestyle) – 3. miejsce
8. Pekin – 14 grudnia 2019 (big air) – 3. miejsce